# Инибалои
Инибалои (набалои, ибалои) — народ на Филиппинах из группы филиппинских горных народов. Живут в горных районах Лусона.Общая численность - 140 000 чел. Национальный язык - инибалой (Филиппинские языки). Он включает диалекты: бокод, даклан, кабаян, набалои, иваак. По происхождению — переселенцы из провинции Пангасинан.

## Хозяйство и бытовые традиции
Основное занятие инибалоев - земледелие. С XIX века они освоили рисоводство. Рис выращивают в долинах, батат - в горах. В животноводчестве основными породами являются быки, свиньи, собаки. Охота теряет своё значение, но развиты добыча и торговля золотом. 
Поселения небольшие, но имеется тенденция к укрупнению.
Жилище - наземное, квадратное в плане, из дерева, бамбука, с соломенными или травяными крышами. Встречается и более простой тип жилища, навес из тростника и трав, без стен, с двускатной крышей. Тип одежды такой же, как у других горных народов. Распространена татуировка, жевание бетеля.

## Социальное устройство и духовная культура
Общество состоит из большесемейных групп, родом или племенем управляет старейшина и совет(тонг-тонг). Поселение новобрачных - неолокальное. Существует отработка или выкуп за невесту. У богатых практикуется полигиния. Молодежь до брака живет в общественных домах, дом девушек называется улог. Проводятся ритуальные пиры(пачит). 
Развита мифология, есть обширный пантеон богов, распространены культы предков и аграрные, практикуется шаманство. Преобладают традиционные верования.